# Премия Гердера
Премия Гердера — ежегодная международная премия за достижения в науках, искусствах и литературе, которая учреждена в 1963 и вручается учёным и художникам из стран Центральной и Юго-Восточной Европы. Носит имя Иоганна Готфрида Гердера и финансируется из Фонда Гердера (в настоящее время премия составляет 15 тысяч евро). В жюри входят представители университетов Германии и Австрии. Премию вручает в Венском университете президент Австрии.
С 2007 премия Гердера, слившись с другим фондом, стала новой европейской премией в области культуры, выросла до 75 тысяч евро и предназначена теперь для поощрения молодых художников и писателей.